# Борки (Ганцевичский район)
Борки (бел. Боркі) — деревня в Ганцевичском районе Брестской области Белоруссии. Входит в состав Любашевского сельсовета.

## География
Деревня находится в северо-восточной части Брестской области, на левом берегу реки Выдренки, при автодороге Н-8, на расстоянии приблизительно 4 километров (по прямой) к западо-юго-западу от города Ганцевичи, административного центра района. Абсолютная высота — 161 метр над уровнем моря. Площадь населённого пункта — 2,2845 км².

## История
По состоянию на 1909 год, в Борках имелось 43 двора и проживало 328 человек. В административном отношении деревня входила в состав Хотыничской волости Пинского уезда Минской губернии.
Согласно Рижскому мирному договору (1921), деревня вошла в состав межвоенной Польши. Входила в состав гмины Хотыничи Лунинецкого повета Полесского воеводства Польши. В 1921 году числилось 407 жителей, проживавших в 69 домах. В этническом составе населения того периода поляки составляли 100 %. В конфессиональном составе населения преобладали православные христиане (99,5 %).
С 1939 года в БССР.

## Население
По данным переписи 2019 года, в деревне проживало 128 человек.
| Год  | Население, человек |
| ---- | ------------------ |
| 1909 | 328                |
| 1921 | ↗ 407              |
| 2009 | ↘ 237              |
| 2019 | ↘ 128              |